# Великоруски шовинизам
Великоруски шовинизам (рус. великорусский шовинизм) јесте термин који су дефинисали рани совјетски политичари, пре свега Владимир Лењин да опише идеологију „доминантне експлоататорске класе нације, која има доминантну (суверену) позицију у држави, проглашавајући своју нацију „супериорном” нацијом„. Лењин је промовисао идеју бољшевичке партије да брани право потлачених нација унутар бившег Руског царства на самоопредељење и једнакост, као и покрет за права језика у новоформираним републикама.

## Дефиниција
Према бољшевичком речнику, великоруски шовинизам је део уобичајенијег великодржавног шовинизма или шовинизма уопште. Како каже Велика совјетска енциклопедија (ГСЕ), шовинизам великих сила је идеологија „доминантних експлоататорских класа нације, које имају доминантну (суверену) позицију у држави, проглашавајући своју нацију „супериорном” нацијом”. ГСЕ дефинише шовинизам као екстремни облик национализма и признаје постојање великонационалног шовинизма у Руском царству, као и у другим земљама широм света.
Употреба речи велики тамо сеже до концепта троједне нације који је доминирао током империјалне ере. Савремени Руси су називани „великим Русима“, док су Украјинци називани „малорусима“, што личи на традиционалну историјску и географску поделу језгра земље (упореди Велику и Малу Пољску).

## Употреба
После Октобарске револуције, у септембру 1922, Лењин је написао писмо Политбироу у којем је изјавио: „Ми себе, Украјинску ССР и друге сматрамо једнакима и са њима на равноправној основи улазимо у нову унију, нову федерацију, Савез совјетске републике Европе и Азије“. Лењин је такође промовисао идеју да бољшевичка партија брани право потлачених нација унутар бившег Руског царства на самоопредељење и једнакост, као и покрет за права језика у новоформираним републикама.
Штавише, у децембру 1922. Лењин у свом писму "Које практичне мере треба предузети у садашњој ситуацији?" написао, "...Треће, друга Орџоникидзе мора да се казни узорно (то говорим са жаљењем јер сам један од његових личних пријатеља и радио сам са њим у иностранству) и мора се завршити или започети истрага о свим материјалима које је Дзержинскијева комисија прикупила, да се поново исправи огромну маса неправди и пристрасних пресуда које несумњиво садржи. Политичка одговорност за сву ову истински великоруску националистичку кампању мора се, наравно, свалити на Стаљина и Џержинског.“
На 12. конгресу РКП(б) Николај Бухарин је изјавио: „Ми, [етнички Руси] као бивша нација велика сила, морамо се ставити у неравноправан положај. Само таквом политиком, када се вештачки доведемо у нижу позицију од других, само по овој цени можемо купити поверење раније потлачених народа.“
У свим Стаљиновим говорима о националном питању на партијским конгресима (од 10. до 16.) великоруски шовинизам је проглашаван главном опасношћу за совјетску државу. Али временом, попуштајући захтевима новостворених суперцентрализованих структура владе Уније, та теза је заборављена и аутохтони језици потиснути су у други план, док је руски постао једини језик службе.
Руски председник Владимир Путин, говорећи 18. јуна 2004. године на међународној конференцији „Евроазијске интеграције: трендови савременог развоја и изазови глобализације“, рекао је о проблемима који ометају интеграцију: „Рекао бих да се ови проблеми могу врло једноставно формулисати. Ово је великодржавни шовинизам, ово је национализам, то су личне амбиције оних од којих зависе политичке одлуке, и, коначно, ово је само глупост, глупост обичних пећинских људи.“